# Anastasio Somoza Debayle
Anastasio ("Tachito") Somoza Debayle (Spaans: anasˈtasjo soˈmosa ðeˈβaile) (Léon, 5 december 1925 – Asunción, 17 september 1980) was een Nicaraguaans politicus.
Hij was tot twee keer toe president van Nicaragua; eerst van 1 mei 1967 tot 1 mei 1972 en daarna van 1 december 1974 tot 17 juli 1979. Hij was het laatste lid van de Familie Somoza dat president werd, waarmee een einde kwam aan de dynastie die al sinds 1936 de macht had. Zijn regeerperiode kwam ten einde toen het Sandinistisch Nationaal Bevrijdingsfront de macht greep. Somoza kwam om het leven door een aanslag terwijl hij in ballingschap verbleef in Paraguay.

## Familie
Anastasio Somoza Debayle kwam uit de destijds machtige familie Somoza. Hij was het derde kind van Anastasio Somoza García en Salvadora Debayle, en de broer van Luis Somoza Debayle. Zijn vader en broer waren beiden ook president geweest.
Op 10 december 1950 trad Somoza in het huwelijk met Hope Portocarrero. Samen kregen ze vijf kinderen:
- Anastasio Somoza Portocarrero
- Julio Somoza Portocarrero
- Carolina Somoza Portocarrero
- Carla Somoza Portocarrero
- Roberto Somoza Portocarrero

Somoza had ook een buitenechtelijke dochter, Patricia.

## Biografie
Op zevenjarige leeftijd werd Somoza naar de Instituto Pedagogico La Salle gestuurd, welke werd gerund door Christelijke monniken. Een van zijn klasgenoten aldaar was Pedro Joaquín Chamorro Cardenal, die later een prominent tegenstander zou worden van de familie Somoza. Vanaf zijn tiende kreeg Somoza onderwijs in de Verenigde Staten aan onder andere de St. Leo College Prep (Florida) en La Salle Military Academy (Long Island). Van 3 juli 1943 tot 6 juni 1946 studeerde hij aan West Point.
Bij zijn terugkeer in Nicaragua werd Somoza door zijn vader benoemd tot hoofd van de Nationale Garde. Nadat Somoza's vader op 21 september 1956 werd vermoord, nam zijn broer Luis de macht als president over. Somoza kreeg zelf een belangrijke positie binnen de overheid. Hij zag erop toe dat alle belangrijke politici trouw bleven aan de familie. Op 1 mei 1967, kort voor de dood van zijn broer, werd Somoza voor de eerste keer zelf verkozen tot president.
Als president was Somoza duidelijk een stuk minder tolerant dan zijn broer tegenover oppositie. Zijn regime vertoonde veel gelijkenissen met dat van zijn vader. Zijn termijn als president liep af in mei 1972. De wet verbood dat een president zich meteen weer herverkiesbaar kon stellen, maar Somoza regelde echter alvast dat hij in 1974 weer mee kon doen aan de verkiezingen. In de tussentijd liet een driekoppige militaire junta de positie van president overnemen en hield zelf de macht over de Nationale Garde, waardoor hij de de facto leider van het land bleef.
Op 23 december 1972 werd Nicaragua getroffen door een zware aardbeving waarbij 5000 mensen omkwamen. In de nasleep van de aardbeving werd een krijgswet ingesteld waardoor Somoza machtspositie verder toenam. Hij nam de leiding over het nationale noodcomité en verduisterde veel van het geld dat aan Nicaragua werd geschonken voor de wederopbouw. Als gevolg hiervan zijn bepaalde delen van Managua nog altijd niet herbouwd of hersteld.
In 1974 werd Somoza herkozen tot president. Ondertussen was de Rooms-Katholieke Kerk zich gaan verzetten tegen de overheid. Eind jaren 70 begonnen mensenrechtenactivisten de wantoestanden van Somoza's regime aan te kaarten en groeide de steun voor het Sandinistisch Nationaal Bevrijdingsfront, dat in 1963 was begonnen met een guerrillaoorlog tegen de familie Somoza. Ze werden gesteund door Fidel Castro en de Sovjet-Unie.
In 1975 ondernam Somoza pogingen om het bevrijdingsfront te onderdrukken; individuele mensen die ervan werden verdacht lid te zijn van dit bevrijdingsfront werden opgepakt. Ondertussen gingen meer prominente figuren zich tegen Somoza's bewind verzetten, waaronder Pedro Chamorro (vermoord op 10 januari 1978). Alleen Israël bleef Somoza's regime nog geruime tijd steunen met onder andere de levering van wapens, vooral omdat tijdens de Arabisch-Israëlische Oorlog van 1948 Somoza's vader juist Israël financieel gesteund had. Hier kwam een eind aan toen de Amerikaanse president Jimmy Carter de Israëlische overheid dwong om een scheepslading wapens bestemd voor Somoza terug te roepen.
Somoza's familieleden zagen zich door de oplopende spanningen genoodzaakt het land te ontvluchten en hun naam te laten veranderen. In juli 1979 besloot Somoza zich terug te trekken als president en naar Miami te vluchten in een omgebouwde Curtiss C-46. Omdat hij geen verblijfsvergunning kreeg in de Verenigde Staten, week hij uit naar Paraguay. Hier kocht hij een ranch.

## Aanslag
Op 17 september 1980 werd Anastasio Somoza Debayle op 54-jarige leeftijd vermoord nabij zijn huis in Paraguay. Hij werd in een hinderlaag gelokt door zeven leden van het Sandinistisch Nationaal Bevrijdingsfront als onderdeel van een missie genaamd "Operatie Reptiel". De aanslag werd geleid door de Argentijn Enrique Gorriarán Merlo. In een verklaring zei een van de teamleden dat “ze niet konden tolereren dat dit soort miljonair-playboys vrij rondliepen terwijl duizenden Latijns-Amerikanen omkwamen van de honger”.
De aanslag was gedurende een periode van zes maanden nauwkeurig voorbereid. Het team had Somoza al geruime tijd geschaduwd om zijn gangen na te gaan. Somoza werd door de zeven opgewacht in Avenida España. Somoza was op dat moment naar een locatie buiten de stad in een ongepantserde Mercedes-Benz S-Class-sedan. De moordenaars gebruikten twee machinegeweren afkomstig uit de Sovjet-Unie, twee AK-47-aanvalsgeweren, twee automatische pistolen en een RPG-7-raketlanceerder met vier antitankgranaten. Ramon schoot de chauffeur dood en Hugo Irurzún beschoot de Mercedes met een antitankgranaat. Somoza was op slag dood. Ook zijn financieel adviseur Jou Baittiner en zijn chauffeur César Gallardo kwamen bij de aanslag om. Volgens de Paraguayaanse media was Somoza's lichaam door de explosie zo verminkt, dat het forensisch team hem alleen nog maar kon identificeren dankzij zijn voeten.
Van de zeven leden van het team werd alleen Irurzún gearresteerd; hij overleed in politiecel na te zijn gemarteld. De andere zes ontkwamen. Enrique Gorriaran Merlo is in september 2006 op 65-jarige leeftijd in Buenos Aires overleden aan een hartaanval. (AP)
Somoza zelf werd begraven in Miami op het Woodlawn Park Cemetery and Mausoleum. Enkele maanden na zijn dood werden zijn memoires, Nicaragua Betrayed, gepubliceerd.
Professor Brian Latell stelde in zijn boek After Fidel dat de aanslag op Somoza mede mogelijk was gemaakt door Fidel Castro.

## Somoza in media
Somoza speelt een rol in de film Last Plane Out, waarin hij wordt gespeeld door Lloyd Battista.
Hij komt ook voor in de film Under Fire, waarin hij gespeeld wordt door René Henriquez.